# Ray Crawford
Ray Crawford (Roswell, New Mexico, 26 oktober 1915 – Los Angeles, Californië, 1 februari 1996) was een Amerikaans Formule 1-coureur. Hij reed 3 Grands Prix; de Indianapolis 500 van 1955, 1956 en 1959.